# Жан-Пол Марат
Жан-Пол Марат (на френски: Jean-Paul Marat, произнася се Жан-Пол Мара) е френски лекар, естествоизпитател и журналист, в последната година от живота си – депутат в Конвента. Проявите му в публицистиката и политиката по време на Френската революция го превръщат в значима историческа фигура.
Роден е в Швейцария в семейството на учител. Преди революцията има медицинска практика и критикува яростно Стария режим от просвещенски позиции. През 1789 г. започва да издава в. „Приятелят на народа“. Призивите на безпощадна разправа с „враговете на революцията“ му спечелват популярност сред парижките санкюлоти. Един от вдъхновителите на свалянето на монархията и на септемврийските кланета – разправата на тълпата със задържаните в парижките затвори. Привърженик на крайните революционни действия, участва в подготовката за установяването на терора на лявото крило на якобинците. Заради радикалните му призиви и действия срещу него възбуждат съдебен процес, който с оправдателната си присъда само увеличава неговата популярност.
Жан-Пол Марат е убит във ваната на собствената му баня от привърженичката на жирондинците Шарлот Корде.